# Passovia jamaicensis
Passovia jamaicensis är en tvåhjärtbladig växtart som först beskrevs av Krug & Urb., och fick sitt nu gällande namn av Kuijt. Passovia jamaicensis ingår i släktet Passovia och familjen Loranthaceae. Inga underarter finns listade i Catalogue of Life.